# ليزا وانغ (ممثلة)
ليزا وانغ (بالصينية: 汪明荃) هي مغنية أوبرا وسياسية وممثلة صينية (وحمل سابقاً جنسية هونغ كونغ البريطانية وجمهورية الصين)، ولدت في 28 أغسطس 1947 في Chongming County ‏ في الصين. من الجوائز التي نالتها Silver Bauhinia Star ‏.

## جوائز
- Silver Bauhinia Star [الإنجليزية]‏

## وصلات خارجية
- الموقع الرسمي
- ليزا وانغ (ممثلة) على موقع IMDb (الإنجليزية)
- ليزا وانغ (ممثلة) على موقع ميوزك برينز (الإنجليزية)
- ليزا وانغ (ممثلة) على موقع ديسكوغز (الإنجليزية)
- ليزا وانغ (ممثلة) على موقع قاعدة بيانات الفيلم (الإنجليزية)